# Berga/Elster
Berga/Elster é uma cidade da Alemanha localizada no distrito de Greiz, estado da Turíngia.